# Список потерь советской авиации в Корейской войне (1952)
В данном списке перечислены потери боевой авиации СССР в ходе Корейской войны за 1952 год.
Все данные базируются на книге Игоря Сейдова «„Красные дьяволы“ в небе Кореи. Советская авиация в войне 1950—1953 гг. Хроника воздушных сражений» (М.: Яуза; Эксмо, 2007), являющейся на 2007 год, по всей видимости, наиболее полной работой, посвящённой действиям советской авиации в Корее.
Потери указаны в следующем формате: дата; звание и имя пилота; подразделение (авиаполк или дивизия); причина потери; судьба пилота. Тип самолёта не указан, поскольку все приведённые в списке самолёты являются истребителями МиГ-15. Приведены все боевые и небоевые потери, подробности которых известны. Необходимо отметить, что в книге Сейдова описываются не все потери, понесённые 64-й истребительным авиакорпусом; в частности, он отмечает, что ему неизвестна точная цифра потерь за октябрь 1951 года, но, по приблизительной оценке, было потеряно 10—12 самолётов (в тексте книги приводятся подробности потери 8 самолётов). Несмотря на это, в большинстве случаев данные Сейдова совпадают с доступной ему помесячной статистикой 64-го авиакорпуса.
Согласно официальным данным ВВС США, в воздушных боях самолётами Военно-воздушных сил было сбито 827 истребителей типа МиГ-15. Однако действительные потери авиации СССР, Китая и Северной Кореи составили 566 самолётов, причём не все из них — МиГ-15. Как показывает книга Сейдова, в большинстве случаев завышенные данные о воздушных победах объяснялись тем, что американским пилотам повреждённые самолёты противника засчитывались как сбитые. По всей вероятности, уточнение числа побед затруднялось тем, что американская авиация вела боевые действия над территорией противника, что исключало возможность привлечения наземных наблюдателей и поиска обломков сбитых самолётов.
Сокращения:
- иап — истребительный авиаполк
- гиап — гвардейский истребительный авиаполк
- иад — истребительная авиадивизия

Списки по годам: 1950 - 1951 - 1952 - 1953

## Потери

### Январь 1952
1 января
- Старший лейтенант Малунов Ф. Г. (523-й иап). Сбит F-86. Пилот катапультировался и выжил.(Скорее всего, ОШИБКА—в книге И.Сейдова "Гроза  Сейбров" этой потери нет. Малунов проходил службу в 17 ИАП. И был сбит 19.01.52)

6 января
- Старший лейтенант Степанов В. И. (18-й гиап). Подбит F-86, разбился при посадке. Пилот погиб.

7 января
- Капитан Абакумов Б. С. (196-й иап). Сбит F-86. Пилот катапультировался и выжил.

11 января
- Капитан Щукин Л. К. (18-й гиап). Сбит F-86. Пилот катапультировался и выжил.

16 января
- Старший лейтенант Сапожников Б. П. (18-й гиап). Сбит F-86 в районе Тайсен. Пилот погиб.

17 января
- Капитан Крамаренко С. М. (176-й гиап). Сбит F-86 в районе Анджу. Пилот катапультировался и выжил.
- Старший лейтенант Филиппов А. В. (176-й гиап). Сбит F-86 в районе Анджу. Пилот погиб при катапультировании.

19 января
- Старший лейтенант Малунов Ф. Г. (17-й иап). Подбит F-86, разбился при вынужденной посадке. Пилот выжил.

20 января
- Капитан Бабонин Н. В. (18-й гиап). Сбит F-86. Пилот катапультировался и выжил.

25 января
- Старший лейтенант Хрисанов Р. В. (17-й иап). Сбит F-86 в районе Хакусен. Пилот катапультировался и выжил.

30 января
- Старший лейтенант Яковлев И. И. (523-й иап). Во время посадки задет ведомым, столкнулся с капониром и загорелся. Пилот погиб.

### Февраль 1952
9 февраля
- Старший лейтенант Троицкий И. И. (16-й иап). Сбит F-86. Пилот погиб.

11 февраля
- Старший лейтенант Шальнов К. Т. (523-й иап). Сбит F-86. Пилот катапультировался и выжил.

15 февраля
- Старший лейтенант Маслеев Ф.И.  (535-й иап). Сбит над аэродромом Дапу F-86. Совершил вынужденную посадку на фюзеляж. Пилот выжил.

17 февраля
- Старший лейтенант Котовщиков Г. Д. (256-й иап). Подбит F-86 в районе Ансю, совершил вынужденную посадку и сгорел. Пилот выжил.

19 февраля
- Старший лейтенант Мусканцев С. И. (148-й гиап). Сбит F-86. Пилот катапультировался и выжил.

20 февраля
- Старший лейтенант Таркан В. Ф. (494-й иап). Сбит F-86. Пилот катапультировался и выжил.

21 февраля
- Старший лейтенант Шершаков В. Н. (16-й иап). Сбит F-86. Пилот погиб.
- Старший лейтенант Кожевников А. П. (16-й иап). Сбит F-86. Пилот погиб.

22 февраля
- Старший лейтенант Савинов Е. П. (16-й иап). Небоевая потеря — вошёл в штопор и разбился. Пилот погиб.

24 февраля
- Подполковник Васильев А. Н. (821-й иап). В ходе учебного вылета в районе Аньдун столкнулся с самолётом Мазикина. Пилот погиб.
- Старший лейтенант Мазикин Е. Т. (821-й иап). В ходе учебного вылета в районе Аньдун столкнулся с самолётом Васильева. Пилот катапультировался и спасён.

27 февраля
- Старший лейтенант Деревянко Л. П. (256-й иап). Сбит F-86. Пилот погиб.

### Март 1952
3 марта
- Капитан Савичев Л. И. (148-й гиап). Сбит F-86 над Сайсен. Пилот катапультировался и выжил.
- Старший лейтенант Прохоров А. И. (256-й иап). Сбит F-86 над Сайсен. Пилот катапультировался и выжил.

11 марта
- Старший лейтенант Иванов А. Н. (16-й иап). Сбит F-86. Пилот погиб при катапультировании.
- Старший лейтенант Зенаков Н. И. (494-й иап). Подбит F-86, разбился при аварийной посадке. Пилот погиб.

16 марта
- Капитан Рой А. И. (256-й иап). Подбит F-86, совершил вынужденную посадку и сгорел. Пилот выжил.

20 марта
- Старший лейтенант Колесников С. И. (494-й иап). Подбит F-86, совершил аварийную посадку и списан. Пилот выжил.

21 марта
- Старший лейтенант Тютиков Г. Т. (821-й иап). Сбит F-86. Пилот катапультировался и выжил.
- Старший лейтенант Смирнов Б. С. (494-й иап). Подбит (очевидно, F-86), разбился при аварийной посадке. Пилот выжил.

24 марта
- Старший лейтенант Федосеев А. П. (148-й гиап). Сбит «дружественным огнём» зенитной артиллерии. Пилот катапультировался и выжил.
- Старший лейтенант Филиппов Е. В. (148-й гиап). Столкнулся с F-86 в ходе боя. Пилот погиб при катапультировании.
- Капитан Любовинкин П. С. (148-й гиап). Сбит F-86 в районе Аньдун. Пилот погиб при катапультировании.
- Старший лейтенант Мандровский В. М. (256-й иап). Сбит (очевидно, F-86). Пилот катапультировался и выжил.
- Старший лейтенант Омельченко И. М. (821-й иап). Сбит F-86. Пилот катапультировался и выжил.
- Старший лейтенант Черников Н. И. (821-й иап). При аварийной посадке в Аньдун с отказавшим двигателем столкнулся со стоявшими на земле самолётами, списан. Пилот выжил.
- Самолёт 821-го иап, стоявший на земле, списан из-за повреждений, полученных в результате аварии Черникова.

25 марта
- Лейтенант Вязников Г. М. (821-й иап). Сбит F-86. Пилот катапультировался и выжил.

### Апрель 1952
1 апреля
- Старший лейтенант Мильчутский Г. С. (494-й иап). Сбит (вероятно, F-86). Пилот катапультировался и выжил.
- Старший лейтенант Черников Н. И. (821-й иап). Сбит (вероятно, F-86). Пилот погиб.

2 апреля
- Старший лейтенант Воронов А. Я. (494-й иап). Сбит (вероятно, F-86). Пилот погиб.
- Старший лейтенант Таркан В. Ф. (494-й иап). Сбит (вероятно, F-86). Пилот катапультировался и выжил.

3 апреля
- Старший лейтенант Козлов Н. И. (256-й иап). Сбит F-86 в районе Аньдун. Пилот катапультировался и выжил.
- Старший лейтенант Лавринович Б. С. (494-й иап). Сбит F-86. Пилот катапультировался и выжил.

6 апреля
- Капитан Коноплёв Е. (148-й гиап). Подбит F-86, разбился при посадке. Пилот выжил.

13 апреля
- Подполковник Журавлёв П. К. (16-й иап). Сбит F-86. Пилот катапультировался и выжил.
- Старший лейтенант Шебеко В. М. (494-й иап). Сбит в районе Ансю (вероятно, F-86). Пилот погиб.
- Старший лейтенант Варфоломеев Д. С. (494-й иап). Сбит в районе Ансю (вероятно, F-86). Пилот катапультировался и выжил.

21 апреля
- Старший лейтенант Лубман С. С. (256-й иап). Сбит (вероятно, F-86). Пилот катапультировался и выжил.
- Старший лейтенант Бондаренко А. Ф. (256-й иап). Подбит F-86 на посадке, совершил вынужденную посадку в Мяогоу и сгорел. Пилот выжил.
- Старший лейтенант Толмацкий И. А. (256-й иап). Сбит F-86 на посадке в Мяогоу. Пилот погиб.
- Старший лейтенант Селиванов Д. С. (256-й иап). Сбит F-86 на посадке в Мяогоу. Пилот погиб при катапультировании.
- Капитан Наумов Н. И. (16-й иап). Сбит F-86 на взлёте с аэродрома Аньдун. Пилот погиб при катапультировании.
- Старший лейтенант Чиврагов А. И. (16-й иап). Сбит F-86 на взлёте с аэродрома Аньдун. Пилот катапультировался и выжил.

30 апреля
- Капитан Манушков А. (16-й иап). Сбит F-86 на посадке в Аньдун. Пилот катапультировался и выжил.

### Май 1952
3 мая
- Капитан Мусин Х. (148-й гиап). Сбит F-86 на посадке в Мяогоу. Пилот катапультировался и выжил.
- Старший лейтенант Кулаков Г. П. (494-й иап). Сбит F-86. Пилот катапультировался и выжил.
- Старший лейтенант Унанов Г. И. (494-й иап). Сбит F-86. Пилот катапультировался и выжил.
- Старший лейтенант Ефимов Е. И. (494-й иап). Сбит F-86. Пилот погиб.

4 мая
- Старший лейтенант Пидунов В. В. (256-й иап). Сбит F-86 в районе Мяогоу. Пилот катапультировался и выжил.
- Старший лейтенант Козлов Н. И. (256-й иап). Сбит F-86 в районе Мяогоу. Пилот катапультировался и выжил.
- Старший лейтенант Баранов М. П. (256-й иап). Сбит F-86 в районе Мяогоу. Пилот катапультировался и выжил.
- Капитан Моторин П. П. (148-й гиап). Сбит F-86. Пилот катапультировался и выжил.

13 мая
- Капитан Помаз Е. А. (494-й иап). Сбит F-86 в районе Аньдун. Пилот катапультировался и выжил.

20 мая
- Капитан Колмансон В. Э. (256-й иап). Сбит F-86 в районе Аньдун. Пилот погиб.

25 мая
- Старший лейтенант Смирнов Н. Е. (256-й иап). Сбит F-86 в районе Ансю. Пилот катапультировался и выжил.
- Старший лейтенант Мельник И. С. (256-й иап). Совершил вынужденную посадку из-за израсходования топлива, списан.
- Старший лейтенант Красулин Ф. С. (256-й иап). Сбит F-86. Пилот погиб при катапультировании.

27 мая
- Полковник Барабанов (133-я иад). Потерян в результате ошибки пилота при возвращении из тренировочного вылета. Пилот выжил.

28 мая
- Старший лейтенант Махонин П. Т. (821-й иап). Сбит (очевидно, F-86). Пилот катапультировался и выжил.

31 мая
- Капитан Денисов И. Ф. (821-й иап). Сбит F-86 над Аньдун. Пилот погиб.

### Июнь 1952
4 июня
- Старший лейтенант Шевченко Ф. П. (494-й иап). Сбит F-86 на взлёте с аэродрома Аньдун. Пилот выжил.

6 июня
- Капитан Иванец В. (148-й гиап). Сбит F-86 на взлёте с аэродрома Аньдун. Пилот катапультировался и выжил.
- Старший лейтенант Науменко (148-й гиап). Сбит F-86 на взлёте с аэродрома Аньдун. Пилот катапультировался и выжил.
- Старший лейтенант Мильчутский Г. С. (494-й иап). Сбит F-86. Пилот катапультировался и выжил.
- Старший лейтенант Гарин Ю. К. (494-й иап). Сбит F-86. Пилот катапультировался и выжил.

15 июня
- Старший лейтенант Каргин А. П. (494-й иап). Сбит F-86. Пилот катапультировался и выжил.
- Старший лейтенант Омелаев И. А. (494-й иап). Сбит F-86. Пилот катапультировался и выжил.

16 июня
- Старший лейтенант Кулаев Г. П. (494-й иап). Сбит F-86. Пилот катапультировался и выжил.

27 июня
- Старший лейтенант Пожидаев В. А. (147-й гиап). Подбит F-86, разбился во время вынужденной посадки. Пилот погиб.

### Июль 1952
4 июля
- Старший лейтенант Косынкин М. И. (494-й иап). Сбит F-86. Пилот катапультировался и выжил.
- Старший лейтенант Генай А. Ф. (494-й иап). Сбит F-86. Пилот катапультировался и выжил.
- Старший лейтенант Галманов Е. И. (494-й иап). Сбит F-86. Пилот катапультировался и выжил.
- Старший лейтенант Черных А. Н. (494-й иап). Сбит F-86. Пилот катапультировался и выжил.
- Старший лейтенант Потылицин И. П. (494-й иап). Сбит F-86. Пилот катапультировался и выжил.
- Старший лейтенант Тюриков Ю. В. (494-й иап). Сбит F-86. Пилот катапультировался и выжил.
- Капитан Лавринович Б. В. (494-й иап). Сбит F-86. Пилот катапультировался и выжил.
- Старший лейтенант Шмагунов В. В. (821-й иап). Сбит F-86. Пилот погиб.
- Старший лейтенант Никифоров М. В. (821-й иап). Сбит F-86. Пилот катапультировался и выжил.
- Старший лейтенант Александров П. В. (821-й иап). Сбит F-86. Пилот катапультировался и выжил.
- Старший лейтенант Каздоба М. Н. (16-й иап). Сбит F-86 в районе Супхун. Пилот катапультировался и выжил.

### Август 1952
1 августа
- Старший лейтенант Цветков Л. М. (726-й иап). Сбит F-86. Пилот погиб при катапультировании.
- Капитан Горобченко В. С. (726-й иап). Сбит F-86. Пилот погиб.
- Капитан Костин А. А. (726-й иап). Сбит F-86. Пилот погиб.

4 августа
- Капитан Крутских В. Р. (494-й иап). Сбит F-86. Пилот погиб при катапультировании.

5 августа
- Старший лейтенант Яковлев И. В. (518-й иап). Сбит (вероятно, F-86). Пилот катапультировался и выжил.
- Лейтенант Язев С. С. (16-й иап). Сбит F-86 над Аньдун. Пилот погиб при катапультировании.
- Капитан Голушков В. Д. (494-й иап). Сбит F-86. Пилот катапультировался и выжил.

6 августа
- Старший лейтенант Кочетов М. И. (878-й иап). Сбит F-86 во время посадки. Пилот погиб.
- Старший лейтенант Прилепов В. И. (878-й иап). Подбит F-86, разбился во время вынужденной посадки. Пилот выжил.
- Капитан Абитковский В. В. (821-й иап). Сбит (вероятно, F-86). Пилот выпрыгнул с парашютом и выжил.

7 августа
- Старший лейтенант Мандровский В. М. (256-й иап). Сбит F-86. Пилот катапультировался и выжил.
- Старший лейтенант Гольдштейн Р. Н. (415-й иап). Пилот катапультировался из-за несброса ПТБ во время боевого вылета.

9 августа
- Старший лейтенант Халитов (256-й иап). Сбит F-86. Пилот катапультировался и выжил.

20 августа
- Майор Шеховцов Александр Алексеевич (726-й иап 133-й иад, с 08.1949), 1921 года рождения, Курская область, Чернянский район, с. Воскресеновка. Майор, командир авиаэскадрильи. В Корее совершил 10 боевых вылетов, участвовал в 4 воздушных боях. Сбит F-86 в районе Аньдун в бою "на виражах". Пилот погиб, спасая своего ведомого ст. лейтенанта Виктора Лелецкого(катапультировался, выжил). Посмертно награждён орденом Отечественной войны 1-й степени.

- Старший лейтенант Лелецкий В. М. (726-й иап). Сбит F-86 в районе Аньдун. Пилот катапультировался и выжил.

29 августа
- Старший лейтенант Невротов Н. В. (913-й иап). Сбит F-86. Пилот катапультировался и выжил.

30 августа
- Определённов Б. (676-й иап). Сбит F-86. Пилот катапультировался и выжил.
- Соловьёв Л. (676-й иап). Сбит F-86. Пилот катапультировался и выжил.
- Старший лейтенант Топольский А. Т. (676-й иап). Сбит над аэродромом Дапу (вероятно, F-86). Пилот катапультировался и выжил.

31 августа
- Капитан Еремченко Ф. С. (518-й иап). Потерян в результате срыва ПТБ. Пилот погиб.

### Сентябрь 1952
4 сентября
- Майор Хромов И. Д. (518-й иап). Сбит F-86 на взлёте с аэродрома Дапу. Пилот катапультировался и выжил.
- Лейтенант Басалаев П. (518-й иап). Сбит F-86 на взлёте с аэродрома Дапу. Пилот катапультировался и выжил.
- Старший лейтенант Панков Л. Н. (518-й иап). Сбит F-86 в районе Ялуцзянского водохранилища. Пилот катапультировался и выжил.
- Старший лейтенант Татаров (676-й иап). Сбит F-86. Пилот катапультировался и выжил.
- Старший лейтенант Титов А. И. (415-й иап). Сбит F-86 на посадке в Дапу. Пилот погиб.
- Старший лейтенант Затолокин М. И. (415-й иап). Разбился на посадке в Дапу по небоевой причине. Пилот погиб.
- Старший лейтенант Кизим Н. Ф. (676-й иап). Подбит F-86, совершил вынужденную посадку и списан из-за боевых повреждений.

5 сентября
- Старший лейтенант Гончар (878-й иап). Сбит F-86 на посадке в Мяогоу. Пилот катапультировался и выжил.

7 сентября
- Старший лейтенант Шикунов И. М. (535-й иап). Сбит F-86 над Дапу. Пилот погиб при катапультировании.

8 сентября
- Майор Мищенко Г. В. (676-й иап). Сбит F-86 в районе Ансю. Пилот катапультировался и выжил.
- Старший лейтенант Щелкунов А. (676-й иап). Сбит F-86 в районе Ансю. Пилот катапультировался и выжил.
- Старший лейтенант Лобышев В. (518-й иап). Сбит F-86 в районе Ансю. Пилот катапультировался и выжил.
- Старший лейтенант Кизим Н. Ф. (676-й иап). Подбит (вероятно, F-86), совершил аварийную посадку в Гисю и сгорел. Пилот выжил.
- Старший лейтенант Чепусов Д. И. (878-й иап). Сбит F-86 в районе Мяогоу. Пилот катапультировался и выжил.

9 сентября
- Старший лейтенант Капунов И. И. (726-й иап). Сбит F-86. Пилот погиб.
- Майор Сова И. К. (726-й иап). Сбит F-86. Пилот погиб.
- Майор Дегтярев К. Н. (726-й иап). Сбит F-86 на посадке в Аньдун. Пилот катапультировался и выжил.
- Капитан Пронин К. П. (147-й гиап). Сбит F-86. Пилот погиб.
- Старший лейтенант Бурин Г. А. (415-й иап). Сбит (предположительно F-86). Пилот катапультировался и выжил.
- Старший лейтенант Сергеев М. Е. (415-й иап). Сбит (предположительно F-86). Пилот катапультировался и выжил.

14 сентября
- Старший лейтенант Антипов А. (676-й иап). Сбит F-86. Пилот катапультировался и выжил.
- Капитан Чернавин В. С. (518-й иап). Сбит F-86 на взлёте с аэродрома Мяогоу. Пилот погиб.

15 сентября
- Старший лейтенант Зубченко (578-й иап). Подбит в районе Сингисю (предположительно F-86), совершил аварийную посадку вне аэродрома посадку и уничтожен. Пилот выжил.
- Старший лейтенант Никитин (578-й иап). Подбит в районе Сингисю (предположительно F-86), совершил аварийную посадку и сгорел. Пилот выжил.
- Старший лейтенант Ефимов И. В. (676-й иап). Сбит F-86 на взлёте с аэродрома Дапу. Пилот погиб.
- Майор Каратун М. Д. (676-й иап). Сбит F-86 на взлёте с аэродрома Дапу. Пилот катапультировался и выжил.
- Старший лейтенант Васильев В. К. (878-й иап). Израсходовал топливо, попав в сложные метеорологичесике условия. Пилот катапультировался и выжил.
- Старший лейтенант Баранников Н. В. (878-й иап). Израсходовал топливо, попав в сложные метеорологичесике условия. Пилот катапультировался и выжил.
- Старший лейтенант Чумаченко М. И. (878-й иап). Столкнулся с горой возле Мяогоу в сложных метеорологических условиях. Пилот погиб.
- Старший лейтенант Гончаров М. (878-й иап). Сошёл со взлётно-посадочной полосы при посадке в Мяогоу в сложных метеорологических условиях, списан. Пилот выжил.

16 сентября
- Старший лейтенант Позняков В. Н. (676-й иап). Подбит (предположительно F-86). Пилот катапультировался и выжил.
- Капитан Лебедев-Косов И. К. (535-й иап). Сбит (предположительно F-86). Пилот катапультировался и выжил.

21 сентября
- Старший лейтенант Шинаев И. И. (147-й гиап). Сбит F-86. Пилот погиб.
- Старший лейтенант Лекомцев В. Ф. (878-й иап). Подбит F-86 в районе Дапу, совершил аварийную посадку и списан.
- Капитан Бодня Ф. А. (676-й иап). Сбит F-86. Пилот погиб при катапультировании.

26 сентября
- Старший лейтенант Орлов А. Г. (878-й иап). Сбит (предположительно F-86). Пилот погиб.
- Капитан Хлопков С. И. (518-й иап). Столкнулся с самолётом Басалаева. Пилот катапультировался и выжил.
- Старший лейтенант Басалаев П. (518-й иап). Столкнулся с самолётом Хлопкова. Пилот катапультировался и выжил.
- Капитан Юрин М. М. (726-й иап). Потерян из-за ошибки пилота на посадке в Аньдун. Пилот выжил.

28 сентября
- Старший лейтенант Котченко И. В. (415-й иап). Сбит (предположительно F-86). Пилот катапультировался и выжил.

29 сентября
- Старший лейтенант Мещеряков И. А. (578-й иап). Сбит F-86. Пилот погиб.
- Старший лейтенант Червоный В. А. (578-й иап). Сбит F-86. Пилот катапультировался и выжил.

### Октябрь 1952
2 октября
- Старший лейтенант Сандаков (878-й иап). Сбит F-86. Пилот катапультировался и выжил.

3 октября
- Старший лейтенант Определённов Б. (676-й иап). Сбит F-86. Пилот катапультировался и выжил.
- Лейтенант Фёдоров Б. В. (535-й иап). Сбит F-86. Пилот катапультировался, но утонул в водохранилище Сингисю.

4 октября
- Капитан Капралов (578-й иап). Сбит F-86 на посадке. Пилот катапультировался и выжил.

9 октября
- Старший лейтенант Свичкарь А. П. (878-й иап). Сбит F-86 в районе Мяогоу. Пилот погиб.

11 октября
- Майор Новосёлов К. В. (224-й иап). Сбит (предположительно F-86) в районе Аньдун. Пилот катапультировался и выжил.
- Рыжов В. Л. (224-й иап). Сбит F-86. Пилот катапультировался и выжил.
- Старший лейтенант Рочикашвили В. (224-й иап). Сбит F-86. Пилот катапультировался и выжил.
- Лейтенант Постников И. И. (578-й иап). Сбит (предположительно F-86). Пилот погиб.

24 октября
- Старший лейтенант Опрышко П. Н. (878-й иап). Столкнулся с самолётом Коржа. Пилот катапультировался и выжил.
- Старший лейтенант Корж В. Ф. (878-й иап). Столкнулся с самолётом Опрышко. Пилот погиб.

Дата неизвестна
- Старший лейтенант Шаронов (224-й иап). Разбился при посадке в Аньдун, списан. Пилот выжил.

### Ноябрь 1952
2 ноября
- Капитан Лепиков В. П. (415-й иап). Сбит F-86. Пилот катапультировался и выжил.

6 ноября
- Старший лейтенант Орешков Иван Дмитриевич (224-й иап). Подбит F-86 и разбился при аварийной посадке. Пилот выжил.

21 ноября
- Майор Богданов Г. И. (415-й иап). Сбит F-86 над Бугдин. Пилот погиб.
- Старший лейтенант Гаранкин А. А. (415-й иап). Сбит F-86 над Бугдин. Пилот катапультировался и выжил.

22 ноября
- Майор Болотин Г. А. (676-й иап). Сбит (предположительно F-86). Пилот катапультировался и выжил.

26 ноября
- Капитан Царьков А. (578-й иап). Сбит F-86. Пилот катапультировался и выжил.царев м.п.
- Старший лейтенант Дорошенко (578-й иап). Сбит F-86. Пилот катапультировался и выжил.

### Декабрь 1952
8 декабря
- Майор Марченко М. (578-й иап ТОФ). Подбит F-86 на посадке. Разбился при аварийной посадке вне аэродрома. Пилот выжил.

10 декабря
- Капитан Лазарев В. Н. (224-й иап). Сбит F-86 над р. Ялу. Пилот катапультировался и выжил.

16 декабря
- Пивоваренко Г. М. (676-й иап). Сбит F-86 в районе Супхун ГЭС. Пилот катапультировался и выжил.

22 декабря
- Старший лейтенант Вадковский Б. (518-й иап). Сбит F-86 в районе Хакусен. Пилот катапультировался и выжил.
- Старший лейтенант Жадан О. (224-й иап). Сбит F-86. Пилот катапультировался и выжил.

28 декабря
- Карпов И. И. (913-й иап). Подбит F-86. Разбился при аварийной посадке в Аньшане. Пилот выжил.

## Общая статистика
По данным Сейдова, за 1952 год 64-й истребительный авиакорпус потерял 172 самолёта МиГ-15бис без учёта ночных боёв. В нижеприведённой таблице обобщены данные списка. 
| 1952     | Потери самолётов | Потери пилотов |
| -------- | ---------------- | -------------- |
| Январь   | 11               | 4              |
| Февраль  | 11               | 6              |
| Март     | 16               | 4              |
| Апрель   | 17               | 6              |
| Май      | 16               | 4              |
| Июнь     | 9                | 1              |
| Июль     | 11               | 1              |
| Август   | 20               | 8              |
| Сентябрь | 42               | 13             |
| Октябрь  | 12               | 4              |
| Ноябрь   | 7                | 1              |
| Декабрь  | 6                | 0              |
| Итого    | 178              | 52             |